# السحاري (شبام)

'

تعديل مصدري - تعديل

السحاري هي إحدى قرى عزلة شبام بمديرية شبام التابعة لمحافظة حضرموت، بلغ تعداد سكانها 1005 نسمة حسب تعداد اليمن لعام 2004.